# Unión Baloncesto la Palma
La Unión Baloncesto la Palma és un club de bàsquet de Santa Cruz de La Palma (Canàries). El club va ser fundat el 1978 amb el nom d'Asociación Amigos del Baloncesto-UB La Palma. No va ser fins a la temporada 1996-1997 que l'equip va pujar a la lliga EBA. Durant la temporada 1999-2000 la FEB va invitar a l'equip canari a jugar a la recén creada lliga LEB 2, que reunia als millors equips de la lliga EBA. La temporada 2002-2003 compra els drets de la Universidad Complutense, i participa per primera vegada a la lliga LEB, i l'equip sènior va desaparèixer en 2012.